# Calavera (álbum)
Calavera es el cuarto álbum de la banda chilena Fiskales Ad-Hok. Fue lanzado en el 2001, bajo el sello creado por ellos mismos, C.F.A.. El disco posee tres bonus tracks.

## Canciones
1. Insomnio
2. Calavera
3. Diablo Verde
4. Tonteras
5. Mi Funeral
6. Sin Zapatos
7. Mundo Cabrón
8. Viva Santiago
9. Guardar la piel
10. En la escuela
11. El patio con rejas en el cielo
12. Rosa Negra
13. Liberación
14. El Ritual
15. Gente Derecha
16. Contra Ellos
17. Sudamérica - No
18. Sin nombre
19. Ganas
20. Julio Y Maria (Cover de Johnny and Mary de Robert Palmer)

## Miembros
- Álvaro España - Voz
- Álvaro "Guardabosques" Rozas - Guitarra
- Rodrigo "Memo" Barahona - Batería
- Roly Urzua - Bajo

- Datos: Q5018611